# 亀田博
亀田 博（かめだ ひろし、1937年1月5日 - ）は、日本の自治官僚、政治家。山口県下関市長（1期）、下関市議会議員（5期）を歴任。市長経験者が落選後、市議に転進するのは全国的にも珍しい。

## 経歴
下関市出身。1959年、九州大学法学部を卒業。
1963年、自治省に入省。以後、鳥取県総務部長、自治省財政局指導課長、徳島県副知事、消防大学校校長などを歴任し、1987年に退官。
その後、地方債協会常務理事、地域総合整備財団常務理事を務め、1991年に下関市長選挙に当選して一期務めた後に2003年より下関市議会議員に在任中。
2024年（令和6年）春の受勲に於いて旭日中綬章が授けられることが決定された。

## 選挙
- 1991年（平成3年） - 下関市長当選（現職泉田芳次らを破る）
- 1995年（平成7年） - 下関市長落選（新人江島潔に敗れる）
- 1999年（平成11年） - 下関市長落選（現職江島潔に敗れる）
- 2003年（平成15年） - 下関市議会議員初当選（トップ当選）
- 2007年（平成19年） - 下関市議会議員2選（2位当選）
- 2011年（平成23年） - 下関市議会議員3選（15位当選）
- 2015年（平成27年） - 下関市議会議員4選（22位当選）
- 2019年（平成31年） -  下関市議会議員5選（25位当選）[3]

## 現在
- 下関市議会議員
- 下関市監査委員
- 自由民主党下関支部常任相談役

## 日韓高速船事業
泉田芳次・前市長時代に計画・設立された第三セクターによる日韓高速船事業を引き継ぎ、1991年7月に運航が開始されたものの、経営不振で開設後約１年半の1992年12月に休業、そのまま廃業。下関市は銀行借入金3億8千万円と関西汽船の傭船解約金4億6500万円を補助金で補填した。この支出が不当として1994年に亀田個人を被告に住民から提訴された。
1998年6月の1審山口地裁判決では全面敗訴で8億4500万円全額の弁済を命じられた。控訴した広島高裁の2001年5月の2審判決では傭船解約金分は免れたものの引き続き銀行借入金の弁済を命じられた。上告した2005年11月の最高裁判決で全ての弁済を免れたが、判決文に「（市長が）裁量権を逸脱し、又は濫用したものと断ずべき程度に不合理なものであるということはできない」と記され、市長の判断に疑問を呈された。
提訴後、亀田は1995年に下関市長2期目の立候補をするも対立候補の江島潔に敗れ落選。1999年の市長選に再び立候補したものの再度江島に敗れた。